# Ulrich von Hassell

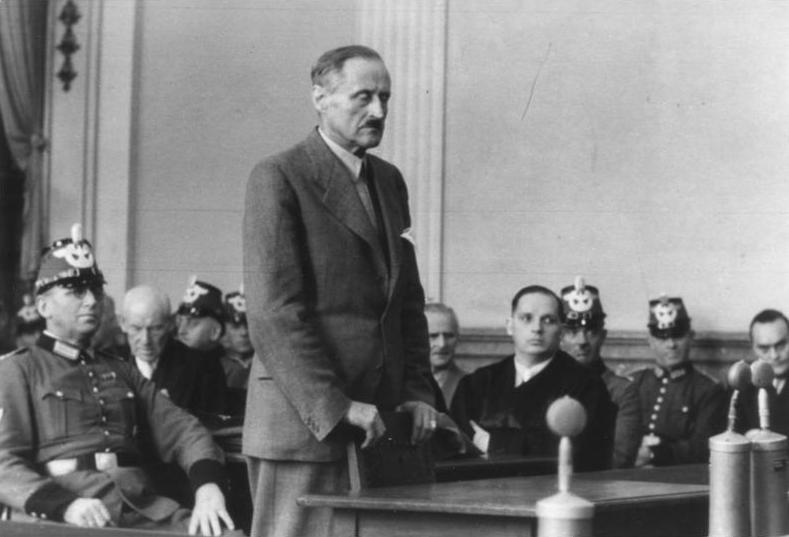
Ulrich von Hassell enjuiciado en 1944.

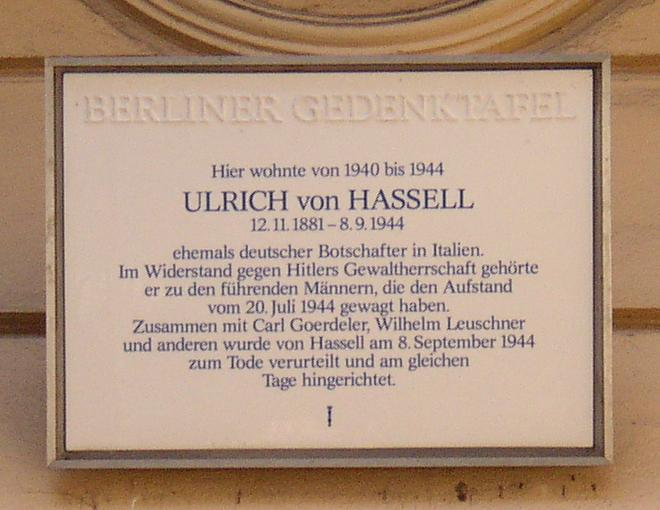
Memorial en Charlottenburg.

Ulrich von Hassell (Anklam, Pomerania, 12 de noviembre de 1881 - Berlín, 8 de septiembre de 1944) fue un diplomático alemán durante la Segunda Guerra Mundial y activo miembro de la Resistencia alemana contra el nazismo. Miembro del complot del 20 de julio de 1944, fue sentenciado a la pena de muerte y ahorcado ese mismo día.

## Trayectoria
Era hijo del teniente Ulrich von Hassell y estudió leyes entre 1899-1903 en Lausanne, Tubinga y Berlín. Pasó un tiempo en las colonias de China y como diplomático en Londres. 
En 1911, se casó con Ilse von Tirpitz, hija del almirante Alfred von Tirpitz, con quien tuvo cuatro hijos. En 1911 fue nombrado cónsul en Génova, Italia.
En la Primera Guerra Mundial fue herido en la batalla del Marne y luego trabajó en la biografía de su suegro, del que fue secretario.
En 1918 se afilió al Partido Popular (Deutschnationale Volkspartei o DNVP). Fue asignado como diplomático hasta 1932 en puestos en Roma, Barcelona, Copenhague y Belgrado. En 1932, fue nombrado embajador en el Reino de Italia. 
En 1933, se hizo miembro del partido Nazi pese a estar en total oposición a la alianza con Italia y Japón, a causa de su deseo para la unidad de los países cristianos y europeos, ya que era caballero de justicia de la Orden de San Juan del Bailiazgo de Brandeburgo, una sociedad alemana de hidalgos protestantes. En 1938, debido al asunto Blomberg-Fritsch, fue suspendido como embajador por el mismo Adolf Hitler. 
Desde comienzos de la Segunda Guerra Mundial comenzó a conspirar contra Hitler, como nexo entre Carl Friedrich Goerdeler y Ludwig Beck, y el Círculo de Kreisau, planeando junto a Beck y Johannes Popitz la organización de la era posterior a Hitler. 
Participó en varios complots de 1943, pero no estuvo directamente vinculado con los planes de Claus von Stauffenberg. De todos modos, el 29 de julio de 1944 fue arrestado por la Gestapo por su supuesta vinculación con el complot del 20 de julio.
El 8 de septiembre fue juzgado en el Tribunal Popular (Volksgerichtshof), presidido por Roland Freisler, sentenciado a muerte y ejecutado el mismo día en Plötzensee-Berlín.
Ulrich von Hassell es el abuelo del historiador Agostino von Hassell.